# Бур'ян Надія Іванівна
Надія Іванівна Бур'ян (нар. 1 березня 1923, Розсош — пом. 2011) — вчена в галузі мікробіології виноробства. Доктор технічних наук з 1984 року, професор, почесний академік Кримської академії наук з 1994 року.

## Біографія
Народилася 1 березня 1923 року у місті Розсоші  на Східній Слобожанщині (Воронезька область, Росія) в робітничій родині. У 1948 році закінчила Воронезький державний університет. З 1948 на науково-дослідній роботі у ВНДІВіВ «Магарач»:
- у 1948—1961 роках — науковий співробітник. В 1960 році захистила кандидатську дисертацію;
- у 1961—1987 роках — завідувачка лабораторії мікробіології. В 1985 році захистила докторську дисертацію;
- з 1987 року — головний науковий співробітник, консультант селекціоннобіотехнологічного центру, потім провідний науковий співробітник відділу мікробіології[2].

Померла 2011. 

## Наукова діяльність
Розробила ефективні технологічні прийоми боротьби зі шкідливою мікрофлорою сусла і вина, ряд методів мікробіологічного контролю у виноробній промисловості; відібрала високопродуктивні штами дріжджів і впровадила їх у виробництво. Встановлені нею закономірності обміну речовин дріжджів в залежності від умов розвитку явилися теоретичним обґрунтуванням розробки технології приготування столових виноматеріалів і натуральних напівсолодких ігристих вин при безперервному бродінні. Автор понад 244 наукових робіт, 37 авторських свідоцтв на винаходи, має чотири патенти України, підготувала 18 спеціалістів вищої кваліфікації (аспірантів). Серед робіт:
- Микробиология виноделия. — Москва, 1979 (у співавторстві з Тюриною Л. В.[1])(рос.);
- Справочник для работников лабораторий винзаводов: Технологический и микробиологический контроль. — Москва, 1979 (у співавторстві)(рос.).

## Відзнаки
- Нагороджена орденом «Знак Пошани», золотою медаллю імені Л. С. Голицина[2];
- Заслужений діяч науки і техніки Автономної Республіки Крим[2];
- Лауреат премії імені професора Г. Г. Валуйка в номінації «Книга. Монографія» (за 2004 рік)[1].

## Вшанування
Ім'я Надії Бур'ян занесено в Книгу Пошани Союзу виноробів Криму, а також включене в Енциклопедію виноградарства (1986 рік, Кишинів) та енциклопедичний словник «Жінки України» (2001 рік, Київ).